# Rimor
Rimor es una localidad española del municipio de Ponferrada, situado en El Bierzo, provincia de León, comunidad autónoma de Castilla y León. Tiene una iglesia del siglo XVII y una ermita del siglo XVIII. La localidad destaca por su producción de cerezas, castañas y viñedos.

## Situación
Se encuentra en un valle de robles y castaños, al oeste de los montes Aquilianos  y a pocos kilómetros del monte Pajariel.

## Historia
Las primeras menciones aparecen en diversos archivos monásticos como el Tumbo del monasterio de San Pedro de Montes, que lo refiere como "Riu Mauri" en 1085 (Tumbo núm. 41), "Rui Mauri" en 1091 (núm. 97), "Riumor" en 1159 (núm. 190) y ya como "Rimor" en 1200 (núm. 262). El documento más antiguo está fechado por el Tumbo del monasterio de Carracedo, en el año 1045, cuando Monnio Zitiz y sus hijos donan una viña en Rimor a la Iglesia de Santa Lucía situada en debajo del monte de la Aguiana y en la corriente del arroyo Ozuela, estando dicha viña lindante con otra que ya era del monasterio.
En la Edad Media, aparece mencionado en el Libro de la montería (1340-50) del rey Alfonso XI, y se convirtió en lugar de residencia temporal de algunas familias nobles por el atractivo de su caza y esparcimiento de los montes circundantes, entre los que destaca la Güeira.

### San Pedro Cristiano, un santo de Rimor
Natural de Rimor fue el santo San Pedro Cristiano, obispo de Astorga entre los años 1153 y 1156, perteneciente a la familia noble de los Gutiérrez, que en la Corte de Oviedo primero y la de León después ejercerían como mayordomos reales. Su padre Gutierre Eriz además ejerció como Teniente de las Torres de León y Alférez, ocupando el máximo cargo nobiliario en tiempo de paz.
En la Iglesia Mayor del siglo XVII se puede apreciar una escultura en madera de San Pedro Cristiano. Monje en el Monasterio de Carracedo, en 1150 el emperador Alfonso VII de León, del que era muy amigo, le encomienda la dirección del Monasterio de San Martín de Castañeda, que se encontraba en declive, y dependía del abad de Carracedo. Posteriormente como obispo completaría la reforma cluniacense de la orden benedictina en el reino leonés y pacificaría las disputas entre rey y obispos en la zona. En 1156 moriría en la corte del rey en León donde residía.

### Rimor en la jurisdicción medieval y moderna
A finales de la Edad Media, Rimor pertenece al Concejo de la Ribera de Urbia, tal y como constan en documentos de la Real Chancillería de Valladolid de finales del siglo XV, recibiendo entonces el nombre de Riomor. En la Edad Moderna perteneció al Marquesado de Villafranca del Bierzo, siendo incluido en la Merindad de Cornadelo, de cuyo merino, nombrado por el Marqués, dependía.

## Patrimonio
Dispone de una ermita dedicada al Cristo, en la entrada de la población, que pese a ser reformada en época del barroco, documentos del Tumbo de Montes la datan en origen del siglo XII, ya entonces consagrada a San Jorge.
La iglesia parroquial data del siglo XVII y se encuentra en el centro del pueblo, inicialmente consagrado a Santa Magdalena, desde 1691 su advocación es a San Jorge. Recientemente se han descubierto sus pinturas al fresco y artesanados, que son de una gran singularidad.

## Fiestas
El patrón de Rimor es San Jorge y la festividad se celebra el día 23 de abril, con una procesión desde la iglesia, haciendo un recorrido por el pueblo, hasta llevarlo a la iglesia de nuevo.
- San Jorge, día 23 de abril.
- San Jorgín, día 24 de abril.